# Juraj Hromkovič

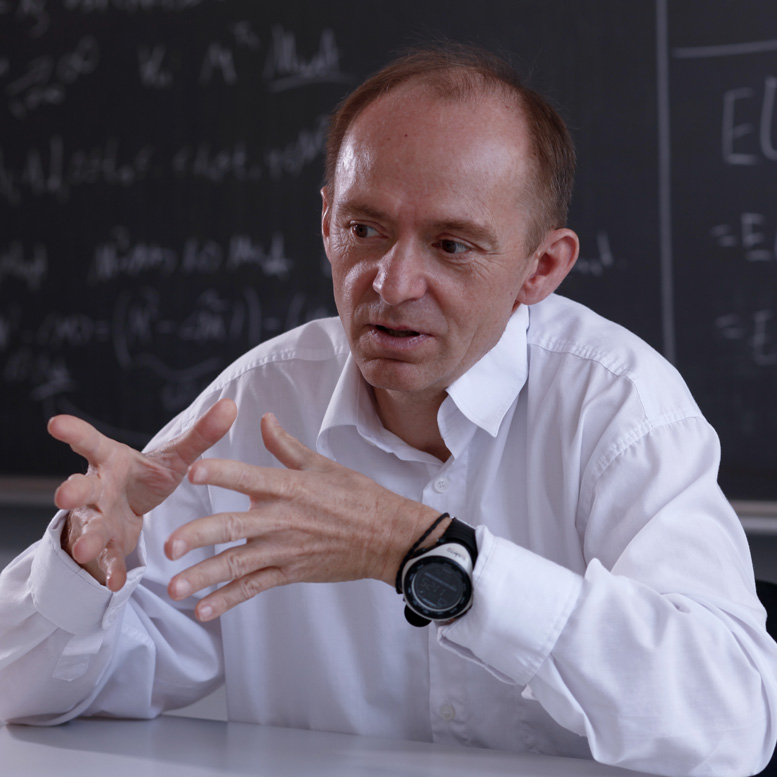
Juraj Hromkovič

Juraj Hromkovič (* 24. August 1958 in Bratislava) ist ein slowakischer Informatiker und Professor an der ETH Zürich. Er ist Autor zahlreicher Monografien und wissenschaftlicher Veröffentlichungen im Bereich der Algorithmik, Komplexitätstheorie und Randomisierung.

## Biographie
Hromkovič studierte an der Comenius-Universität, wo er 1986 promovierte (Dr. rer. nat.), sich 1989 habilitierte (Theoretical Cybernetics and Mathematical Informatics) und von 1989 bis 1990 als Dozent tätig war. Von 1989 bis 1994 war er Gastprofessor am Lehrstuhl von Burkhard Monien an der Universität Paderborn. 1994 erhielt er eine Professur am Informatikinstitut der Christian-Albrechts-Universität zu Kiel. 1997 bis 2003 leitete er den Lehrstuhl Informatik 1 der RWTH Aachen. Seit 2004 ist er Professor an der ETH Zürich für Informationstechnologie und Ausbildung. Hromkovič ist Hauptautor der Unterrichtsbücher für Informatik auf allen Schulstufen der Schweiz.
Neben der aktiven Forschung auf verschiedenen Gebieten der theoretischen Informatik (ca. 170 Publikationen), liegt ein Schwerpunkt seiner Arbeit in der Vermittlung von Grundlagen der Informatik an Schülerinnen und Schüler. Seit 2001 ist Hromkovič Mitglied der Slowakischen Akademischen Gesellschaft und seit 2010 ist er Mitglied der
Academia Europaea.